# Berit Löfstedt
Berit Kristina Löfstedt, född Eriksson 27 juli 1946 i Bollnäs, är en svensk ombudsman och socialdemokratisk politiker.
Löfstedt var riksdagsledamot 1982–98 (som ersättare under 1982), invald i Östergötlands läns valkrets. Hon var bland annat EU-nämndens första ordförande från Sveriges EU-anslutning 1995 och till riksdagsvalet 1998, då hon avböjde omval. Dessförinnan var hon mest aktiv i utbildningsutskottet, som suppleant 1985–1988, ledamot 1988–1994, ordförande 1994–1995 och suppleant 1996–1998. Hon har även varit ledamot av lagutskottet 1985–88, krigsdelegationen, Nordiska rådets svenska delegation, riksdagens valberedning samt suppleant i finansutskottet, utrikesutskottet och trafikutskottet.
Löfstedt har också varit styrelseordförande för Östergötlands länsmuseum, Karolinska institutet och Broderskaps Förlag AB samt ledamot i riksbanksfullmäktige och ordförande i nätverket Socialdemokrater för Europa i samband med folkomröstningen om EMU.